# Federico Varela
Federico Varela (7 tháng 5 năm 1996) là một cầu thủ bóng đá người Argentina thi đấu ở vị trí tiền vệ cho FC Porto B.

## Sự nghiệp câu lạc bộ
Varela là một nhân tố trẻ từ FC Porto. Anh có màn ra mắt vào ngày 15 tháng 8 năm 2015 trước CD Santa Clara. Anh vào sân thay cho João Graça sau 66 phút.

## Thống kê sự nghiệp
Tính đến 14 tháng 2 năm 2018
| Câu lạc bộ           | Mùa giải             | Giải vô địch                             | Giải vô địch | Giải vô địch | Cúp     | Cúp       | Khác    | Khác      | Tổng cộng | Tổng cộng |
| Câu lạc bộ           | Mùa giải             | Hạng đấu                                 | Số trận      | Bàn thắng    | Số trận | Bàn thắng | Số trận | Bàn thắng | Số trận   | Bàn thắng |
| -------------------- | -------------------- | ---------------------------------------- | ------------ | ------------ | ------- | --------- | ------- | --------- | --------- | --------- |
| Porto B              | 2015–16              | LigaPro                                  | 13           | 1            | 0       | 0         | 0       | 0         | 13        | 1         |
| Porto B              | 2016–17              | LigaPro                                  | 36           | 7            | 0       | 0         | 0       | 0         | 36        | 7         |
| Porto B              | 2017–18              | LigaPro                                  | 20           | 8            | 0       | 0         | 0       | 0         | 20        | 8         |
| Porto B              | Tổng cộng            | Tổng cộng                                | 69           | 16           | 0       | 0         | 0       | 0         | 69        | 16        |
| Portimonense (mượn)  | 2017–18              | Giải bóng đá vô địch quốc gia Bồ Đào Nha | 3            | 0            | 0       | 0         | 0       | 0         | 3         | 0         |
| Tổng cộng sự nghiệps | Tổng cộng sự nghiệps | Tổng cộng sự nghiệps                     | 72           | 16           | 0       | 0         | 0       | 0         | 72        | 16        |